# Alexandr Kolobnev
Aleksandr Viktorovich Kolobnev (em russo:  Александр Викторович Колобнев; nascido em 4 de maio de 1981) é um ciclista de estrada profissional russo, atual membro da Katusha, equipe russa de categoria UCI World Tour. Competiu nos Jogos Olímpicos de Verão de 2004, 2008 e 2012, conquistando a medalha de bronze em 2008 na prova de estrada individual.